# 謝天保
謝天保（1875年—？），字卫臣，福建省侯官縣人，中國醫生、中華民國外交官。

## 生平
他畢業于美國丹佛大學內、外醫科，兼牙醫科。光緒三十二年（1906年）獲醫科進士，授學部主事。同年赴馬尼拉參加菲律賓群島醫學會會議。光緒三十四年正月（1908年），任京師大學堂衛生學教員。后任巡洋長江艦隊統制部軍醫長，宣統三年間，任海軍部軍醫司醫務科科長。
中華民國成立后，他任海军部军务司医务科科长。1912年10月30日，他作为海军部代表出席中国红十字会统一大会。民国二年（1913年）調往外交部。1913年《中婆移民協定》簽訂，中華民國在亞庇設立驻北婆罗洲領事館。謝天保任驻北婆罗洲的首任领事，后曾任职于駐新加坡、萨摩岛的领事馆。民國十二年（1923年）他任中国驻菲律賓總領事。